# Fernand Gabriel
Fernand Gabriel (ur. 30 kwietnia 1878 w Paryżu, zm. 9 września 1943 w Paryżu) – francuski kierowca wyścigowy. Zmarł w bombardowaniu fabryki Renault w Paryżu, gdzie pracował.

## Kariera
W swojej karierze wyścigowej Gabriel poświęcił się startom w wyścigach Grand Prix oraz w wyścigach samochodów sportowych. W 1899 roku wystartował w wyścigu Tour De Grance, gdzie odniósł zwycięstwo w swojej klasie. Dwa lata później był najlepszy w wyścigu Meeting d’Ostende. W 1903 roku wygrał dwa wyścigi z cyklu Grand Prix - wyścig rozgrywany pomiędzy miastami Paryż i Madryt oraz wyścig na torze Route Royale. W latach 1924-1928 Francuz pojawiał się w stawce 24-godzinnego wyścigu Le Mans. W pierwszym sezonie startów odniósł zwycięstwo w klasie 1.1, plasując się jednocześnie na jedenastym miejscu w klasyfikacji generalnej. Dwa lata później uplasował się na czwartej pozycji w klasie 1.1, a w klasyfikacji generalnej był trzynasty. W kolejnych sezonach nie dojeżdżał do mety.